# Бої за Херсон
Бої за Херсон почалися після повномасштабного вторгнення РФ до України в лютому 2022 року, і завершилися деокупацією міста у листопаді того ж року.
Наступ російських окупаційних військ на Херсон почався 24 лютого 2022 року і розгортався з півдня, з напрямку окупованого Кримського півострова. 1 березня російські війська прорвалися до Херсона. Впродовж весни та літа тривали бої у області. Українські війська зуміли перебити постачання російського окупаційного угруповання на правому березі, вивівши з ладу більшість мостів через Дніпро. У ході херсонського контрнаступу, 11 листопада 2022 ЗСУ визволили Херсон, відкинувши російські війська на лівий берег Дніпра.
Після звільнення міста російські війська почали його регулярно обстрілювати, що спричинило численні жертви серед населення та руйнування будинків та інфраструктури.

## Перебіг подій

### Російський наступ
Близько 4:30 російські окупанти почали обстріл Чорнобаївського аеропорту, але оскільки розвідка ЗСУ знала наперед про такі дії ворога, то під час обстрілу ракетами «Калібр» ЗС РФ українські гелікоптери вже були переміщені в інші локації.
Приблизно о десятій годині ранку російські війська зайшли в Нову Каховку і демонстративно повісили свій прапор на даху Новокаховської ГЕС.
Близько 11-ї години ранку російський десант висадився з вертольотів і зайняв позиції в районі Антонівського мосту, Антонівки та Садового. Таким чином на лівобережній частині Херсонщини в оточенні опинились частини 59-ї мотопіхотної бригади, які були перекинуті на полігон під Олешківськими пісками в лютому 2022 року. Тероборонівцям із 124-ї бригади, підрозділам 59-ї мотопіхотної та 80-ї десантно-штурмової бригади вдалось вибити російський десант та втримати позиції під Антонівським мостом, що дало можливість українським військовим з боями та під обстрілами вийти з оточення. Над містом літала російська авіація. З літаків були завдані удари по українським підрозділам. Українська протиповітряна оборона була послаблена на стільки, що російські літаки мали можливість скидати некеровані авіаційні бомби.
Протягом дня російські війська взяли декілька міст області під свій контроль: Генічеськ, Скадовськ, Каховка, Нова Каховка, Таврійськ, а також були захоплені Каховська ГЕС та Північнокримський канал.
25 лютого в районі Антонівського мосту йшли бої. Російські війська взяли його під контроль.
1 березня російські війська почали штурм Херсона. За інформацією очевидців, росіяни наступали зі сторони аеропорту до Миколаївського шосе та кільця біля холодокомбінату. Містом просувалася техніка. Під вечір до міста увійшли російські танки та БТРи, закріпились у кількох точках і окопувалися на позиціях. У місті тривали вуличні бої.
Того дня в Бузковому парку на вулиці Нафтовиків загинули близько 30 бійців тероборони, які намагались зупинити російську колону, маючи лише легке озброєння: звичайні рушниці, одиничні зразки автоматичної зброї, коктейлі Молотова.
2 березня на ранок місцева влада повідомила, що місто було повністю оточене росіянами, а радник президента України Олексій Арестович увечері сказав, що у Херсоні тривають бої, а російські військові «контролюють лише центр».

### Удари по Чорнобаївці
3 березня повідомлялося, що на летовищі Херсона ЗСУ розбили всю техніку ворога (гелікоптери і ППО). Росіяни почали мінувати місто — ставити «розтяжки».
5 березня вранці ЗСУ завдали удару по російських військових біля Херсона.
У ніч на 7 березня українські війська завдали удару по окупованому росіянами Чорнобаївському аеропорту. Командування морської піхоти сказало про знищення від 30 російських гелікоптерів.
15 березня повідомлялося, що в районі Чорнобаївки росіяни втратили 7 бойових гелікоптерів.

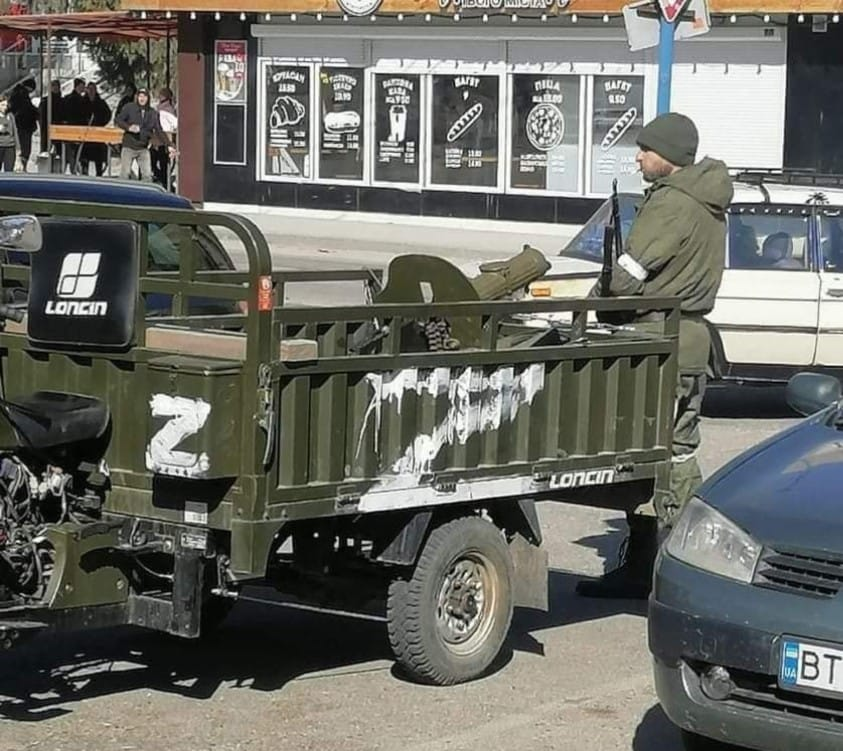
Тачанка з літерою Z та кулеметом Максима в Олешках. Березень 2022.

### Бої у області
25 березня Пентагон повідомив, що Росія втратила контроль над частиною Херсона. Українська влада і військовики сказали, що мова не йде про сам Херсон: росіяни утримують місто, хоча ЗСУ ведуть бої в області. Того дня Збройні сили України звільнили село Нововоронцовка, яке знаходиться на кордоні з Дніпропетровською областю. Раніше росіяни там намагалися вийти до сусідньої області.
29 березня українські війська відбили атаку російської армії: знешкодили БМД-2 та захопили трофеями 2 танки Т-64 і одну зенітну установку 2М. За даними Угруповання військ «Південь», техніка належала 56-му гвардійському десантно-штурмовому полку.
30 березня українські війська поновили контроль у населених пунктах Орлове, Заградівка та Кочубеївка.
31 березня 2022 року стало відомо, що військові 60-ї окремої піхотної бригади звільнили 11 сіл від російської окупації: Нововоронцовку, Малу Шестерню, Новогригорівку, Тополине, Князівку, Краснівку, Свободне, Кам'янку, Пригір'я, Кочубеївку, Орлове. Підрозділ бригади захопив танки Т-64, БМП-2, БМД-2, ЗУ-2М на базі МТ-ЛБ.
6 квітня Генштаб ЗСУ повідомив, що українські сили під час наступу вибили росіян з наслених пунктів Добрянка, Нововознесенське і Трудолюбівка, а згодом того ж дня повідомив і про звільнення села Осокорівка.
20 червня Сергій Хлань, радник голови Херсонської військової адміністрації, заявив, що окупанти відкинуті з першої лінії оборони в Херсонській області.
9 липня ЗСУ оголосили про успішне знищення двох командних пунктів ЗС РФ в області, у результаті чого ліквідували 200 окупантів і знешкодили 6 ЗРК «Панцир», установок «Акація».
10 липня Сергій Хлань повідомив, що ЗСУ двічі влучили в російську військову частину у Херсоні: о 5-й ранку і 10-й ранку, внаслідок чого зазнали втрат. Частина розташована біля гімназії № 6, росіяни стріляють в повітря при наближенні.
14 липня в.о. керівника Херсонської ОВА Дмитро Бутрій повідомив, що на той час було звільнено 44 населених пунктів Херсонщини від російської окупації.
Вночі проти 17 липня ЗСУ знищили штаб, казарми та склад з боєприпасами росіян у Лазурному на Херсонщині.
19 липня українські війська завдали 6 ударів по Антонівському мосту у Херсоні. Обстріл вели з РСЗВ HIMARS.
20 липня в Лазурному було знищено російську радіолокаційну систему «Подлёт К1».
Вранці 23 липня, аби створити проблеми з постачанням російського угрупування на правому березі Дніпра в Херсонській області, українські військові влучили в Дар'ївський міст через Інгулець. Таким чином був пошкоджений міст через Інгулець біля с. Дар'ївка в бік Каховської ГЕС.
24 липня ISW сказали, що за минулий тиждень удари українських військових пошкодили всі три контрольовані Росією мости, що ведуть до міста Херсон.
Вночі 26 липня українські військові завдали ракетного удару по Антонівському мосту, а перший заступник голови Херсонської обласної ради Юрій Соболевський повідомив, що міст зазнав суттєвих пошкоджень унаслідок обстрілу, відновлювальні роботи заберуть багато часу. Також було пошкоджено Антонівський залізничний міст.
29 липня українські військові завдали високоточного ракетного удару по автомобільному мосту, що веде до Каховської ГЕС через шлюз. Міст було частково пошкоджено. Російські окупанти стверджують, що міст був обстріляний з M142 HIMARS. Аби показати, що «міст вистояв» було знято та поширено відео, під час зйомок якого пропагандист Андрій Руденко показав знищену станцію РЕБ «Репеллент-1». Попри те, що автомобільна частина моста лишилась майже не ушкоджена, залізнична частина зазнала істотного руйнування — перекриття під коліями впало в шлюз, а погнуті колії зависли у повітрі. Таким чином, було перебито другий та останній залізничний шлях, що сполучав правобережне угрупування російських окупантів.
Станом на 1 серпня 2022 року ЗСУ звільнили від російських окупантів 46 населених пунктів на Херсонщині, а вже 2 серпня Дмитро Бутрій, в.о. голови Херсонської ОВА, повідомив про 53 населених пунктів, які звільнені від окупації.
11 серпня 2022 року ЗСУ повідомили про нанесення вогневого ураження по командному пункту 126-ї окремої бригади берегової охорони ЗС РФ в Новокам'янці, знищення пункту управління 49-ї загальновійськової армії біля Червоного Маяка та російського складу з боєприпасами біля Барвінку, ураження командно-спостережного пункту батальйонної тактичної групи 76-ї десантно-штурмової дивізії в Іщенці.
27 серпня у Херсоні пролунав вибух біля виправної колонії № 90, на території якої росіяни розмістили свою базу та боєприпаси. Також було нанесено удару по промзоні. На ній була розміщена техніка разом з окупантами. Промзона розташована біля цієї колонії.

### Херсонський контрнаступ
Вночі 29 серпня ЗСУ завдали удару по складах та військовій частині окупантів у Херсоні. Того ж дня, за даними ОУВ «Каховка», 109-й полк ДНР російських окупаційних військ відійшов зі своїх позицій на Херсонщині, а російські десантники, які мали підтримувати його, також втекли. За даними речниці ОК «Південь» Наталії Гуменюк, Україна відновила контрнаступ на Херсонському напрямку. В цей же день Сергій Братчук, спікер Одеської ОВА та Володимир Літвінов, голова Бериславської райадміністрації повідомили про влучення у Бериславський машинобудівний завод, на території якого окупаційні війська розмістили свою живу силу разом з технікою та боєприпасами. А вже пообіді з'явилися повідомлення про влучання по базуванню окупаційних військ біля маячанського Північнокримського каналу, знищення російської переправи у селі Львове Бериславського району та російського складу з боєприпасами у селі Гаврилівка на Херсонщині.
10 вересня ЗСУ завдали удару по будівлі ТОВ «Алкосервіс», де розміщувався особовий склад та військова техніка російських військ. 17 вересня ГШ ЗСУ заявив про знищення понад 180 російських солдат. Російські спецслужби п'ять днів розбирали завали та діставали тіла, намагаючись приховати втрати.
16 вересня російські ЗМІ повідомили про ракетний удар по будівлі окупаційної адміністрації міста; оперативне командування «Південь» у своєму зведенні про виконання вогневих завдань ракетно-артилерійськими підрозділами серед цілей зазначило, в тому числі, «пункт управління, безпосередньо, в Херсоні».
17 вересня ГШ ЗСУ повідомив, що росіяни готуються побудувати переправу біля Каховської ГЕС.

### Відступ росіян

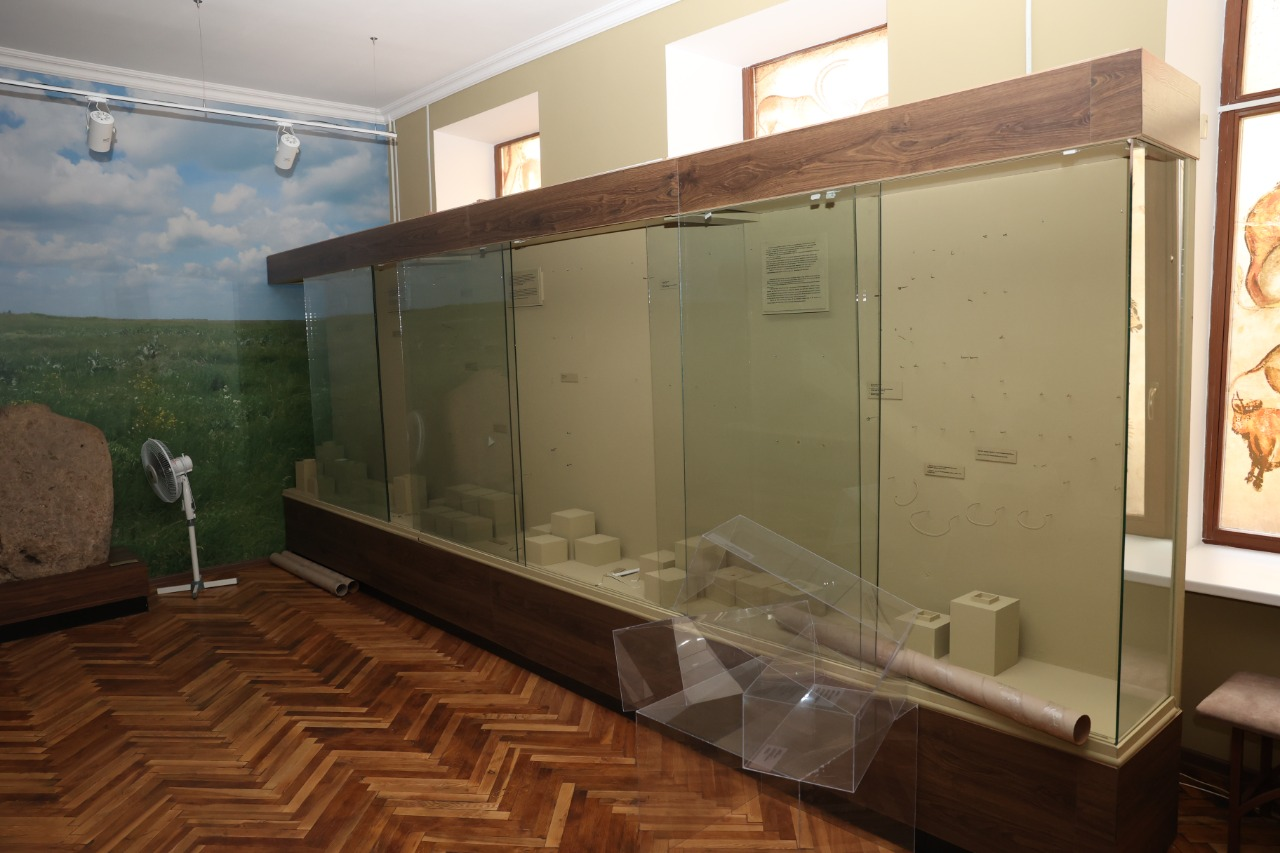
Пограбований краєзнавчий музей

Від початку листопада російській окупаційні війська розпочали підготовку до відступу. 3 листопада з будівлі Херсонської обладміністрації було прибрано окупаційний прапор, та блок-пости поблизу. Готуючись до втечі, окупанти розграбували Херсонський художній музей та Херсонський краєзнавчий музей, зоопарк та комунальне майно. Награбоване буле вивезено на окупований Кримський півострів.
9 листопада 2022 року МО РФ оголосило про «відхід» окупаційних військ із міста.
10 листопада Головнокомандувач ЗСУ генерал Валерій Залужний прокоментував відведення військ РФ з правого берега Дніпра: «За кожним так званим „жестом доброї волі“ противника стоять колосальні зусилля наших військ. Так само, як ворог відходив з Києва та Харківщини, залишав острів Зміїний, ймовірний вихід із Херсона — це результат наших активних дій.»
м. Херсон було відключено повністю від електроенергії, був відсутній мобільний зв'язок в місті.
11 листопада українські війська надвечір увійшли до міста і до 12 листопада місто остаточно було звільнено.
12 листопада до міста повернулася Національна поліція.
Також в місті з'явилися точки безкоштовного надання усім бажаючим інтернету, які діяли завдяки системі Starlink.
14 листопада президент України Володимир Зеленський приїхав у звільнене місто.
15 листопада місто Херсон почали масштабно бомбити мінометами і артилерією з Лівого Берега. З'явилися перші жертви. Люди почали виїжджати з міста.

## Наслідки
Окупанти підірвали Антонівський міст у декількох місцях.
Станом на кінець 2022 року в місті залишилось до 20 % від довоєнної кількості мешканців, тобто, близько 60-70 тисяч чоловік.

## Втрати
24 лютого 2022 загинув Українець Владислав Петрович та ще 1 військовослужбовець ЗСУ в боях з агресором біля Антонівського мосту поблизу м. Херсону в ході відбиття російського вторгнення в Україну.
8 березня 2022 року опублікували список з 53 імен загиблих цивільних на Херсонщині у перші дні вторгнення.

### Відео
- 43 герої, які не давали здати Херсон. Це був не бій, а розправа – Станіслав Вазанов на YouTube // Radio NV, 10 листопада 2022